# Calliandra santosiana
Calliandra santosiana är en ärtväxtart som beskrevs av Rupert Charles Barneby. Calliandra santosiana ingår i släktet Calliandra och familjen ärtväxter. Inga underarter finns listade i Catalogue of Life.